# 남현동 (제천시)
남현동(南峴洞)은 대한민국 충청북도 제천시의 행정동이다.

## 개요
남현동은 지리적으로 제천시의 중앙 동부에 위치하고 있다. 상가, 주택, 아파트, 혼재 지역으로 상업, 회사원 등 직업 분포가 다양하다. 국도 제5호선, 국도 제38호선이 통과하는 지역이다.

## 법정동
- 남천동(南泉洞)
- 동현동(東峴洞)

## 교육
- 남천초등학교
- 제천제일고등학교